# Безводовка (Полтавская область)
Безводовка (укр. Безводівка) — село,
Черкащанский сельский совет,
Миргородский район,
Полтавская область,
Украина.
Код КОАТУУ — 5323288902. Население по переписи 2001 года составляло 57 человек.
Село указано на специальной карте Западной части России Шуберта 1826-1840 годов как хутор Супруненков     

## Географическое положение
Село Безводовка находится недалеко от истоков реки Озница,
на расстоянии в 1 км от села Черкащаны.
По селу протекает пересыхающий ручей с запрудой.